# Lajosmizse
Lajosmizse ist eine ungarische Stadt im Kreis Kecskemét im Komitat Bács-Kiskun.

## Geografische Lage
Lajosmizse liegt ungefähr 16 Kilometer nordwestlich der Kreisstadt und des Komitatssitzes Kecskemét. Nachbargemeinden sind Pusztavacs, Csemő, Nagykőrös, Kerekegyháza, Ladánybene, Felsőlajos und Táborfalva. 

## Geschichte
Lajosmizse wurde 1594 erstmals urkundlich erwähnt. Im Jahr 1913 gab es in der damaligen Großgemeinde 1778 Häuser und 9899 Einwohner auf einer Fläche von 29.640 Katastraljochen. Sie gehörte zu dieser Zeit zum Bezirk Alsódabas im Komitat Pest-Pilis-Solt-Kiskun.

## Söhne und Töchter der Stadt
- Jenő Szilágyi (1910–1992), Langstrecken- und Hindernisläufer
- Pál Kucsera (1922–1985), Radsportler

## Städtepartnerschaften
Es bestehen folgende Städtepartnerschaften:
- Felsőlajos, Ungarn
- Jászberény, Ungarn
- Palić (Палић), Serbien
- Remetea, Rumänien

## Sehenswürdigkeiten
- Bauernmuseum (Tanyamúzeum)
- Römisch-katholische Kirche Turini Lepel és Koronázási Ékszerek másolatainak Szent Lajos (erbaut 1896)
- Reformierte Kirche (erbaut 1902)

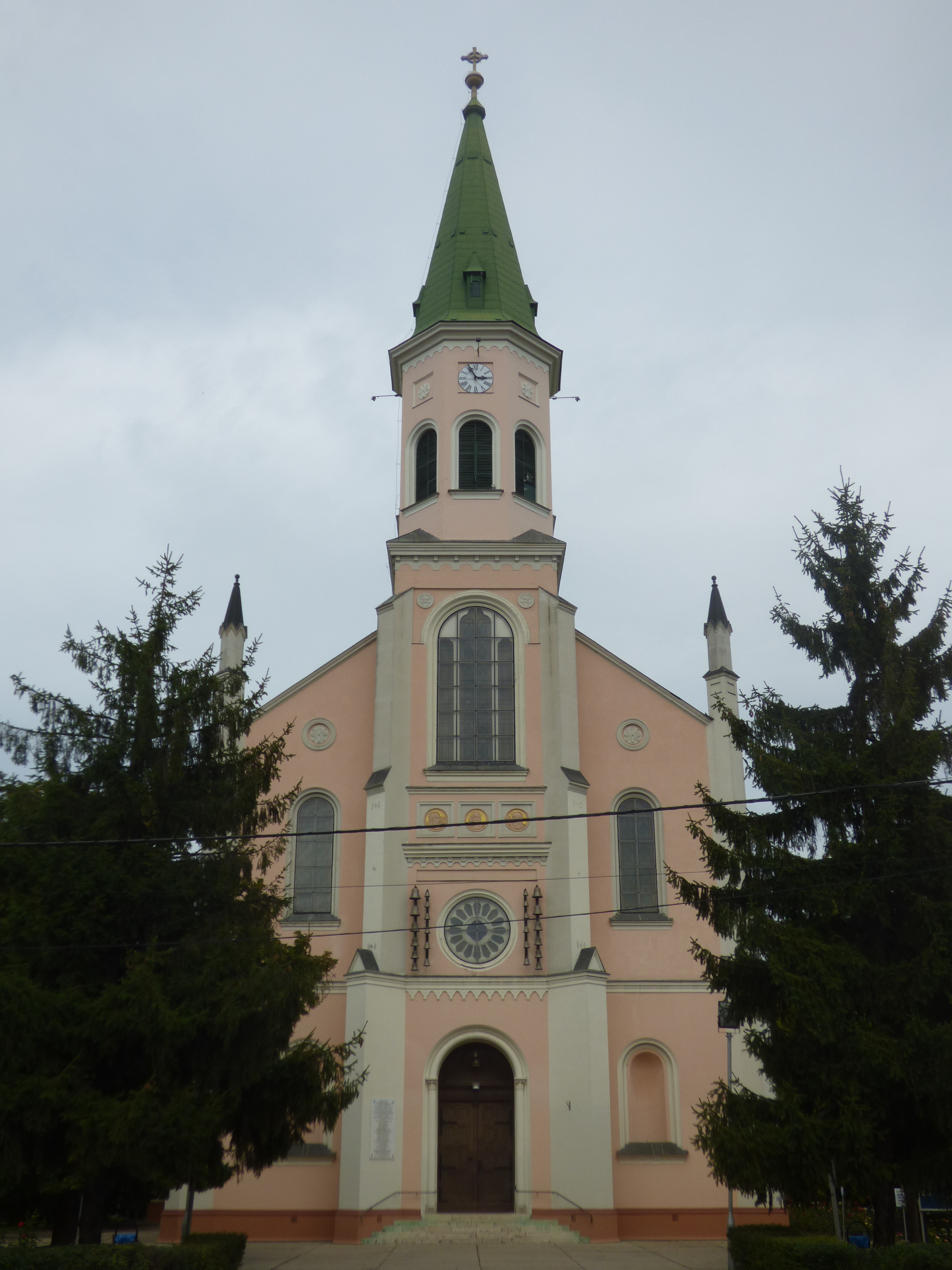
Römisch-katholische Kirche
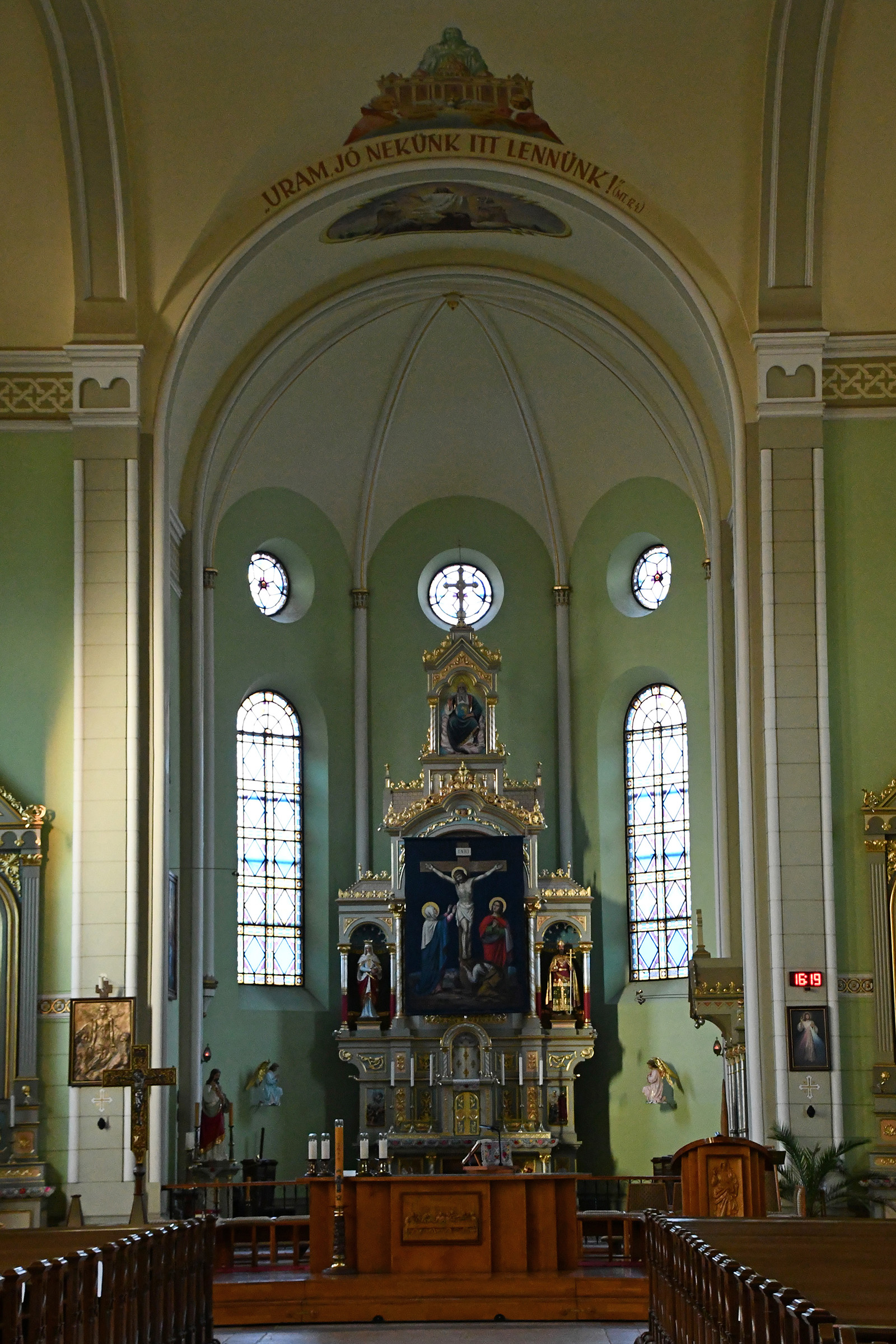
Innenraum der Kirche
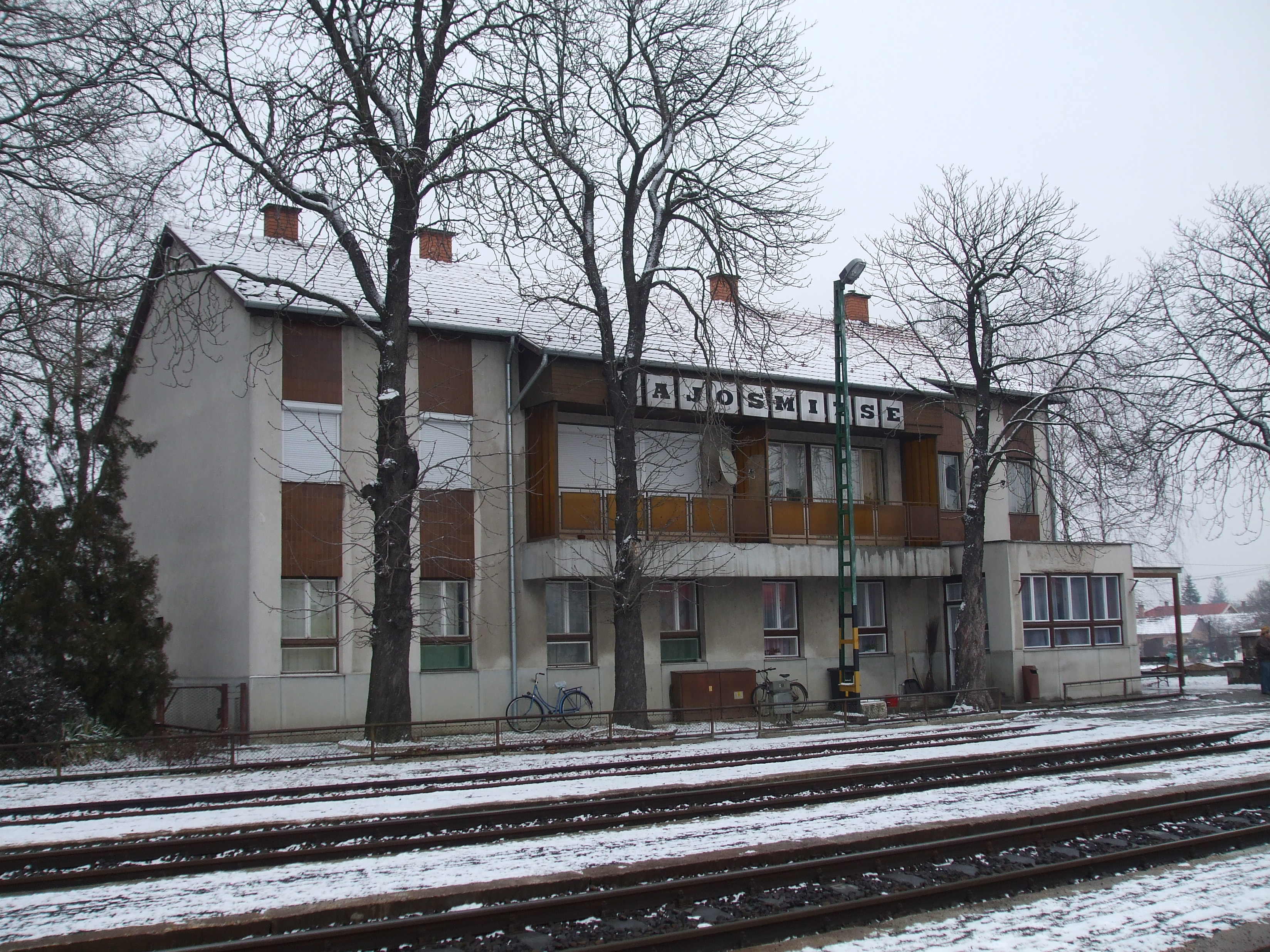
Bahnhof Lajosmizse
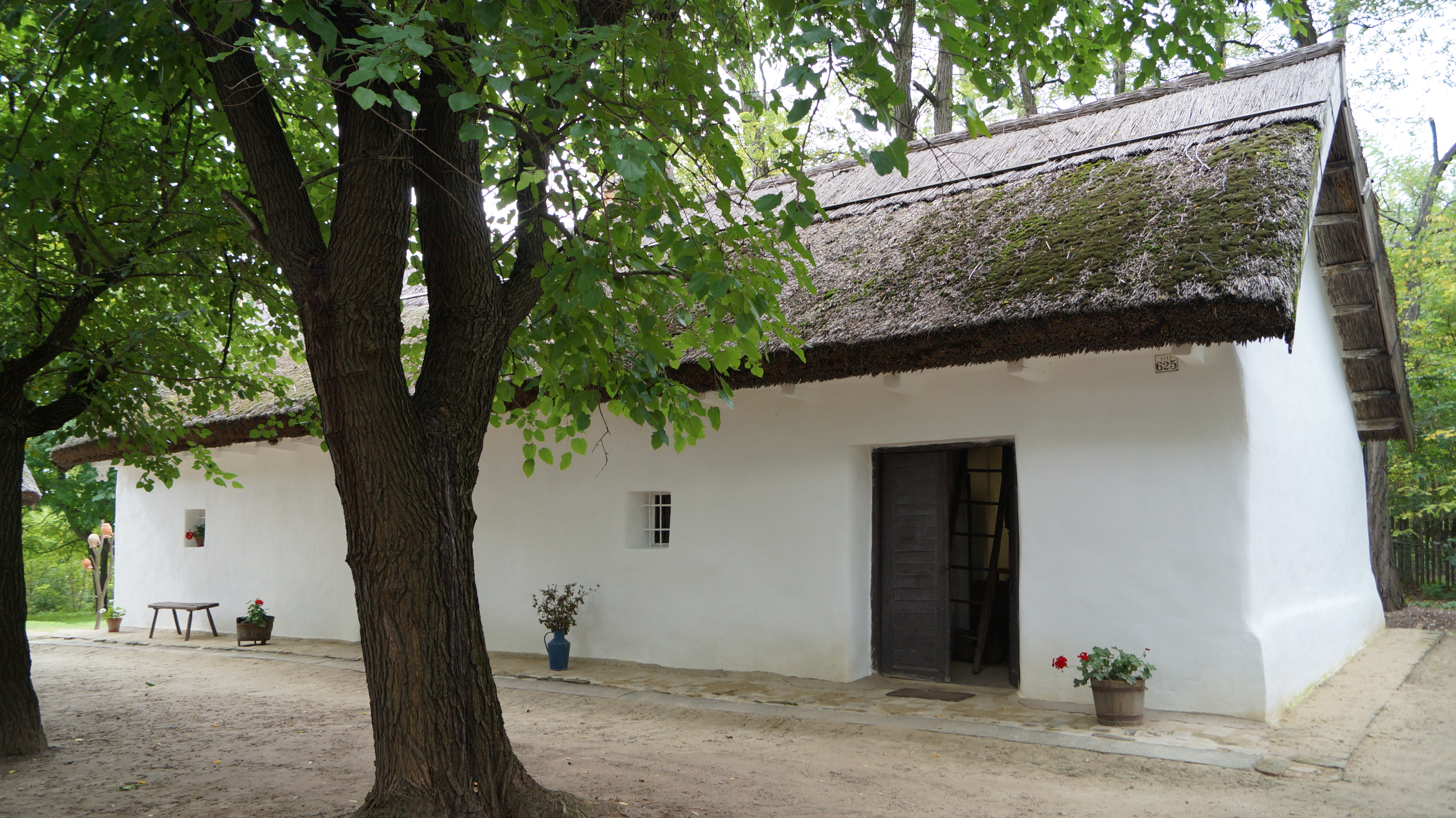
Bauernmuseum
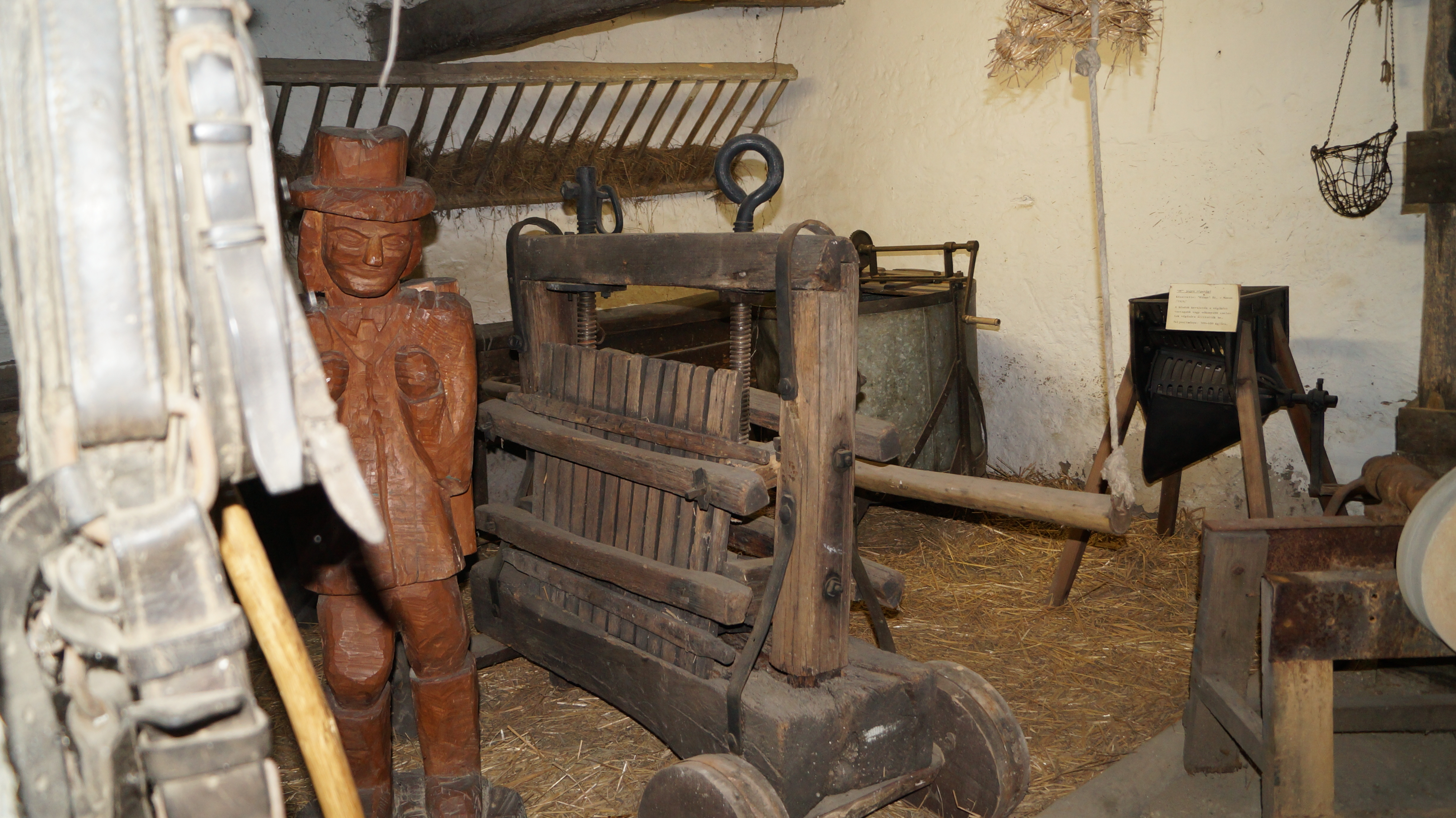
Innenraum des Bauernmuseums

## Verkehr
Durch Lajosmizse verläuft die Hauptstraße Nr. 5, östlich des Ortes die Autobahn M5. Die Stadt ist angebunden an die Eisenbahnstrecken zum Budapester Westbahnhof und nach Kecskemét.